# Боке (регион)
Вижте пояснителната страница за други значения на Боке.
Бокѐ (на френски: Région de Boké) е регион в Северозападна Гвинея. Площта му е 31 186 км2, а населението по данни от март 2014 г. наброява 1 083 147 души. Граничи със съседните на Гвинея страни Сенегал и Гвинея-Бисау, а има и излаз на Атлантическия океан. Столицата на региона е град Боке, с население близо 120 000 души по данни от 2006 г. Регион Боке е разделен на 5 префектури – Бофа, Боке, Фрия, Гауал и Кундара.
В Боке са открити големи находища на алуминиева руда (боксит), и полускъпоценни камъни – розов и зелен кварц, халцедон и други, които Гвинея изнася.
Климетът е повлиян от основно от Атлантически океан и близките Контикайски планини и се отличава с големи годишни промени – времето през лятото е влажно и горещо дори за Африка, но през зимата е студено, във високите планини дори превалява сняг. Раойнът е рядко населен, срещат се предимно хора от племената фулани, йоруба и загава.